# Psycho Armor Govarian
Psycho Armor Govarian (サイコアーマー ゴーバリアン saiko Āmā Gōbarian, lett. L'armatura psichica Govarian) è una serie anime di tipo mecha creata da Gō Nagai; prodotta da Knack e TV Tokyo è stata originariamente trasmessa dal 6 luglio 1983 al 28 dicembre 1983 in Giappone. Conosciuta anche in Corea del Sud e Taiwan, ma rimasta inedita in Italia, la serie viene considerata essere un miscuglio tra il film Harmagedon - La guerra contro Genma, Mazinga e Gundam.

## Trama
L'Impero Garadain ha esaurito le risorse primarie del suo pianeta natale, in tal modo è costretto ad inviare diverse spedizioni spaziali nel tentativo di trovare un nuovo mondo in cui poter vivere. Uno dei loro obiettivi principali è il pianeta Terra. Tuttavia, Zeku Alba, uno scienziato alieno, decide di ribellarsi al dominio imperiale e fugge proprio verso la Terra, dove si riunisce un gruppo di giovani dotati del potere di "psicogenesi", un'abilità che consiste nella creazione di materia solida a partire dall'energia mentale.
Il più dotato dello squadrone è Isamu, un orfano la cui famiglia è stata uccisa nel primo attacco sferrato dall'impero Garadain. Egli è in grado di generare il potente robot Govarian; così armato può combattere i mostri alieni ed è in grado di rigenerarne la forza grazie all'energia psichica del pilota. Aiutato da altri due robot creati dai suoi compagni di squadra, Isamu, a bordo del Govarian, difende la Terra nella lunga guerra contro gli invasori alieni.

## Episodi
| Nº | Giapponese 「Kanji」 - Rōmaji - Traduzione letterale                                                                         | In onda           | In onda |
| Nº | Giapponese 「Kanji」 - Rōmaji - Traduzione letterale                                                                         | Giapponese        |         |
| 1  | 「炎の中戦士誕生」 - Honō no naka senshi tanjō – "Nascita di un centrocampista di fuoco"                                     | 6 luglio 1983     |         |
| 2  | 「超能力戦士ファーストファイル」 - Chōnōryoku senshi fāsuto fairu – "Primo potere guerriero, primo file"                     | 13 luglio 1983    |         |
| 3  | 「女戦士メリアの熱い憎しみ」 - Josenshi meria no atsui nikushimi – "Odio caldo della guerriera femminile Melia"              | 20 luglio 1983    |         |
| 4  | 「戦場の回転木馬」 - Senjō no kaiten mokuba – "Cavallo rotante sul campo di battaglia"                                       | 27 luglio 1983    |         |
| 5  | 「わんぱく双児のメロディー」 - Wanpaku sōko no merodī – "Denpaku doppia melodia"                                             | 3 agosto 1983     |         |
| 6  | 「宇宙の暴走ライダー」 - Uchū no bōsō raidā – "Cavaliere in fuga incontrollato"                                              | 10 agosto 1983    |         |
| 7  | 「俺たちの戦い」 - Ore tachi no tatakai – "La nostra battaglia"                                                              | 17 agosto 1983    |         |
| 8  | 「虹に消えたバスター」 - Niji ni kie ta basutā – "Buster scomparve nell'arcobaleno"                                          | 24 agosto 1983    |         |
| 9  | 「愛と憎しみのファミリー」 - Ai to nikushimi no famirī – "Famiglia di amore e odio"                                          | 31 agosto 1983    |         |
| 10 | 「アトラスの青春」 - Atorasu no seishun – "Atlante giovanile"                                                                | 7 settembre 1983  |         |
| 11 | 「亜空間最前線」 - Akūkan saizensen – "Prima linea del sottosuolo"                                                           | 14 settembre 1983 |         |
| 12 | 「追撃·ドムソン軍団」 - Tsuigeki domuson gundan – "Inseguimento, corpo Domuson"                                              | 21 settembre 1983 |         |
| 13 | 「激戦·スペースコロニー」 - Gekisen supēsu koronī – "Feroce colonia spaziale da battaglia"                                   | 28 settembre 1983 |         |
| 14 | 「凱歌·デモンドス大爆発」 - Gaika demon dosu dai bakuhatsu – "Canzone di Kaya, Demonos grande esplosione"                    | 5 ottobre 1983    |         |
| 15 | 「妖次元·ガラダイン城」 - You jigen garadain shiro – "Saiji Yuan, Castello di Galadine"                                      | 12 ottobre 1983   |         |
| 16 | 「脱出!残された愛」 - Dasshutsu! nokosa reta ai – "Fuga! Amore rimanente"                                                    | 19 ottobre 1983   |         |
| 17 | 「巨大要塞ダインガラーム」 - Kyodai yousai daingarāmu – "Fortezza gigantesca Dingaraham"                                     | 26 ottobre 1983   |         |
| 18 | 「哀歌·戦場のかなた」 - Aika senjō no kanata – "Compianto, oltre il campo di battaglia"                                      | 2 novembre 1983   |         |
| 19 | 「月·地獄の炎」 - Tsuki jigoku no honō – "Luna, inferno di fuoco"                                                            | 9 novembre 1983   |         |
| 20 | 「暗黒デス·マッチ」 - Ankoku desu macchi – "Partita della morte oscura"                                                      | 16 novembre 1983  |         |
| 21 | 「月面爆破·ダインガラーム」 - Getsumen bakuha daingarāmu – "Bombardamento lunare, Dingalaumu"                                | 23 novembre 1983  |         |
| 22 | 「妖魔の砦グロン·デスローム」 - Yōma no toride guron desurōmu – "Forte gloria di Roma di Yomogon"                            | 30 novembre 1983  |         |
| 23 | 「次元侵略要塞」 - Jigen shinryaku yōsai – "Dimensione fortezza di invasione"                                                | 7 dicembre 1983   |         |
| 24 | 「死闘極点のブリザード」 - Shitō kyokuten no burizādo – "Palo di lotta contro la morte"                                      | 14 dicembre 1983  |         |
| 25 | 「最終作戦開始-メリア対クリスト-」 - saishū sakusen kaishi meria tai kurisuto – "Lancio strategia finale - Melia vs Christo" | 21 dicembre 1983  |         |
| 26 | 「壊滅?地球次元移動」 - Kaimetsu? chikyū jigen idō – "Distruzione movimento della dimensione della terra"                    | 28 dicembre 1983  |         |

## Distribuzione
- In Giappone le VHS sono state distribuite dalla RCA - Columbia Pictures in 6 volumi, mentre su DVD in un unico box di 8 dischi.
- In Italia la serie è ancora inedita sia su VHS che DVD.